# Investigator Group Conservation Park
Investigator Group Conservation Park är en park i Australien. Den ligger i kommunen Elliston och delstaten South Australia, omkring 410 kilometer väster om delstatshuvudstaden Adelaide. Den ligger på ön Ile Meyronnet.
Trakten är glest befolkad. Det finns inga samhällen i närheten. 
Genomsnittlig årsnederbörd är 495 millimeter. Den regnigaste månaden är juni, med i genomsnitt 98 mm nederbörd, och den torraste är oktober, med 9 mm nederbörd.